# Барон Аштаун
Барон Аштаун из Моута в графстве Голуэй — наследственный титул в системе Пэрства Ирландии.

## История
Титул барона Аштауна был создан 27 декабря 1800 года для Фредерика Тренча (1755—1840). Ранее Джордж Тренч представлял Мэриборо (1785—1790) и Порталингтон (1798—1801) в Ирландской Палате общин. Ему наследовал его племянник, Фредерик Мейсон Тренч, 2-й барон Аштаун (1804—1880), сын Фрэнсиса Тренча. Его внук, Фредерик Оливер Тренч, 3-й барон Аштаун (1868—1946), сын Фредерика Чарльза Сиднея Тренча, старшего сына второго барона, заседал Палате лордов в качестве ирландского пэра-представителя с 1908 по 1915 год. После смерти его младшего сына, Дадли Оливера Тренча, 5-го барона Аштауна (1901—1979), эта линия семьи прервалась. Последнему наследовал его двоюродный брат, Кристофер Оливер Тренч, 6-й барон Аштаун (1931—1990). Он был внуком достопочтенного Уильяма Косби Тренча, младшего брата 3-го барона. Тем не менее, он не был женат, и после его смерти в 1990 году эта ветвь семьи также угасла. Баронский титул получил его второй кузен, Найджел Клайв Косби Тренч, 7-й барон Аштаун (1916—2010). Он был внуком достопочтенного Косби Годольфина Тренча (1844—1925), второго сына второго барона. 7-й лорд Аштаун служил в качестве посла Великобритании в Южной Корее (1969—1971) и Португалии (1974—1976). 
По состоянию на 2025 год носителем титула являлся сын последнего, Родерик Найджел Годольфин Тренч, 8-й барон Аштаун (род. 1944), который стал преемником своего отца в 2010 году.
Другим известным членом семьи Тренч был сэр Дэвид Клайв Кросби Тренч (1915—1988), верховный комиссар западной части Тихого океана (1961—1964), губернатор Соломоновых островов (1961—1964) и Гонконга (1964—1971). Он был потомком Джона Тренча (1776—1858), младшего брата первого барона Аштауна.
Фамильная резиденция баронов Аштаун — Вудлон-хаус в окрестностях городка Баллинасло в графстве Голуэй. Вудлон-хаус был продан Робертом Пауэром Тренчем, 4-м баронов Аштауном, в 1947 году и до сих пор сохранился, хотя и полузаброшенном состоянии. В настоящее время дом постепенно восстанавливается.

## Бароны Аштаун (1800)
- 1800—1840: Фредерик Тренч, 1-й барон Аштаун[англ.] (17 сентября 1755 — 1 мая 1840), старший сын Фредерика Тренча (1724—1797)[1];
- 1840—1880: Фредерик Мейсон Тренч, 2-й барон Аштаун[англ.] (25 декабря 1804 — 12 сентября 1880), второй сын Фрэнсиса Тренча (1757—1829), племянник предыдущего[2];
- 1880—1946: Фредерик Оливер Тренч, 3-й барон Аштаун[англ.] (2 февраля 1868 — 20 марта 1946), старший сын Фредерика Сиднея Чарьла Тренча (1839—1879), внук предыдущего[3];
- 1946—1966: Роберт Пауэр Тренч, 4-й барон Аштаун (27 апреля 1897 — 3 ноября 1966), второй сын предыдущего[4];
- 1966—1979: Дадли Оливер Тренч, 5-й барон Аштаун (11 июля 1901 — 19 августа 1979), младший (четвёртый) сын 3-го барона Аштауна, младший брат предыдущего[5];
- 1979—1990: Кристофер Оливер Тренч, 6-й барон Аштаун (23 марта 1931 — 27 апреля 1990), единственный сын Элджернона Оливера Тренча (1900—1955), внук достопочтенного Уильяма Косби Тренча (1869—1944), правнук достопочтенного Фредерика Сиднея Чарльза Тренча (1839—1879), младшего сына 2-го барона Аштауна[6];
- 1990—2010: Найджел Клайв Косби Тренч, 7-й барон Аштаун[англ.] (27 октября 1916 — 6 марта 2010), единственный сын Клайва Ньюкома Тренча (1884—1964), внук достопочтенного Косби Годольфина Тренча (1844—1925), правнук 2-го барона Аштауна[7];
- 2010 — настоящее время: Родерик Найджел Годольфин Тренч, 8-й барон Аштаун (род. 17 ноября 1944), единственный сын предыдущего[8];
  - Наследник титула: достопочтенный Тимоти Родерик Гамильтон Тренч (род. 29 февраля 1968), единственный сын предыдущего[9].